# Danilo Pudgar
Danilo Pudgar (* 3. Mai 1952 in Črna na Koroškem) ist ein ehemaliger jugoslawischer Skispringer.

## Werdegang
Pudgar begann seine internationale Karriere mit dem Start bei der Vierschanzentournee 1971/72. Nachdem er in Innsbruck, Garmisch-Partenkirchen und Oberstdorf nur durchwachsene Ergebnisse im Mittelfeld erreichte, landete er auf der Paul-Außerleitner-Schanze in Bischofshofen auf dem 14. Platz und erreichte damit das beste Einzelergebnis seiner Karriere. In der Gesamtwertung erreichte er mit Rang 34 ebenfalls seine beste Platzierung.
Bei den Olympischen Winterspielen 1972 in Sapporo landete Pudgar von der Normalschanze auf dem 27. Platz. Von der Großschanze konnte er sich deutlich steigern und erreichte Platz acht. Wenig später wurde Pudgar als Slowenischer Sportler des Jahres ausgezeichnet.
Zur Vierschanzentournee 1972/73 bestritt Pudgar erneut alle Springen konnte aber nicht an den Erfolg der Vorsaison anknüpfen und erreichte Rang 49 der Gesamtwertung. Bei seinen letzten beiden Tourneen 1973/74 und 1974/75 versuchte er nochmals sich zu steigern. Jedoch gelang ihm dies nicht, so dass er 1975 seine aktive Skisprungkarriere beendete.
Pudgars älterer Bruder Drago war ebenfalls als Skispringer international aktiv.

## Erfolge

### Vierschanzentournee-Platzierungen
| Saison  | Platz | Punkte |
| ------- | ----- | ------ |
| 1971/72 | 34.   | 814,2  |
| 1972/73 | 49.   | 720,1  |
| 1973/74 | 68.   | 678,8  |
| 1974/75 | 48.   | 655,8  |